# Bou Sellam
Le Bou Sellam est une rivière du nord de l'Algérie née des versants Sud du mont Magress. Elle se jette dans la Soummam à Akbou.

## Géographie

### Géologie
L'oued Boussellam s'étend sur des roches calcaires appartenant au quaternaire.

### Cours
L’oued Bousselam est un des rares cours d'eau permanent de la région de Sétif.
Il est le principal affluent du Soummam avec une longueur de 150 km et une surface de 5010 km2.
Le bassin global est subdivisé en quatre sous-bassins (le Bousselam amont (C/ 15 06, S/ 1785 Km2) celui de Bousselam moyen (C/ 15 07, S/1234 Km2) et El Main (C/ 15 08, S/930 Km2) et le Bousselam aval (C/ 15 09, S/1061 Km2).
Le sous-bassin de l'oued Boussellam amont occupe une grande partie de la wilaya de Sétif, le reste s’étend sur la wilaya de Bordj Bou Arreridj, d’une superficie de 1785 km2, et une population de 691000 habitants, englobe un potentiel hydrique important.
La moyenne pluviométrique atteint les 390 mm/an sur l'ensemble du sous bassin, traduisant un apport globalement très important de l'ordre de 764 millions de m3 par an.

### Source
L'oued Bou Sellam prend sa source a 1100 mètres d'altitude à Ras Aïn Bousselam qui se trouve au nord du village Fermatou, à 5 kilomètres au nord-ouest de Sétif.
Il nait de la réunion de l'Oued Guessar qui descend de la partie Sud-Ouest de Djebel Magress et de l'Oued El Ourissia qui se trouve dans la partie Sud de ce Djebel.

### Bassin versant
Le bassin du Bou Sellam est fermé, au nord, à partir du confluent de la rivière avec l'oued Sahel, par le mont Gueldamane.
L'oued Bou Sellam descend des versants sud du Djebel Magress ; il est formé de cinq ruisseaux, l'oued Mahouan, l'oued Mohammed el Hannach, oued Ouricia, l'oued Goussimet et l'oued Fermatou, qui se réunissent au nord de Sétif.
La rivière prend alors le nom d'oued Bou Sellam ; elle court d'abord au sud-sud-ouest, passe à trois kilomètres à l'ouest de Sétif, et vient franchir la chaîne dans laquelle elle prend sa source entre djebel Tafat et le Guergour.
l'Oued Bou Sellam reçoit l'oued Malah, prenant sa source à Aïn Arnat dans le barrage Aïn Zada.
Après avoir traversé le barrage d'Aïn Zada, il traverse la commune de Khelil par l'Est et y reçoit deux nouveaux affluents, l'oued Khelil, qui s'y déverse depuis la rive gauche a Besbassa à mi-chemin entre El Kherba et le barrage Aïn Zada et l'oued Taissa peu avant sur la rive droite.
Dans toute cette partie de son cours, le Bou Sellam arrose la riche plaine des Ameur, des Ouled Mosli et Gherazla. À partir des gorges du Guergour, il coule au contraire dans un pays très accidenté, arrive au pied des Guifsar, il tourne brusquement à l'ouest et se jette dans l'oued Sahel en face du pic d'Akbou.

## Hydrologie

### Régime hydrique
Le débit moyen est de 25 m3/s.
Le maximum est atteint au mois de février avec 56m³/s, et le minimum au mois d'aout avec 1,1m³/s
Avec un apport annuel total de 764 hm3/an, le sous-bassin versant amont de l'oued Bousselam représente un potentiel hydrique important à préserver.
Après l'évapotranspiration il ne reste que 190 hm3/an.
80% de cette quantité représente les eaux mobilisables, alors que les eaux mobilisées réellement ne représentent que 60 hm3/an et elles sont destinées vers l'alimentation des habitants en eau potable avec un taux près de 70% et 18 % pour l'agriculture et les 12% restant vont partir à l'industrie.
Les oueds de la plaine de Bousselam assurent un apport annuel approximatif extrapolé de l'ordre de 50 hm3/an.

### Principaux affluents
Les principaux affluents sont : l'oued Guellal, afflue du Sud-est ; l'oued Tixter, afflue du Sud-ouest ; l'oued Ftaissia, afflue du Sud ; l'oued Ourissia, afflue du Nord-est ; l'oued Guessar, afflue du Nord-ouest.

## Environnement

### Faunes

#### Faune végétale
La formation principale de la vallée de l'oued est une Forêt galerie.
Elle est constituée d'Aulnes, saules, frênes, ormes et peupliers blancs.

#### Faune végétale aquatique
La faune végétale aquatique est riche en flore alguale, près de 112 espéces

#### Faune piscicole
L'Oued Bou Sellam possède 36 % des espèces de poissons des eaux continentales algériennes (15 espèces).
Le cours d'eau est également peuplé de mollusques tels que des gastéropodes et des lamellibranches, l’entomofaune et les crustacés.

#### Faune animale
Les oiseaux les plus présents sont le héron garde-bœuf, la cigogne blanche, mésanges, rapaces, pics, bergeronnette printanière.

## Aménagements
- Barrage d'Aïn Zada, un barrage de type remblai d'une capacité de 125 millions de m3 situé à dix kilomètres à l'est de la ville de Khelil sur le territoire de la wilaya de Bordj Bou Arreridj
- Barrage Maghraoua, au nord du territoire de Khelil.
- Barrage de Tichy-haf avec une capacité de 150 millions de m3